# Marcel Imsand
Marcel Imsand, né le 15 septembre 1929 à Pringy (village de la commune de Gruyères dans le canton de Fribourg) et mort le 11 novembre 2017 à Lausanne (canton de Vaud), est un photographe et reporter suisse vaudois.

## Biographie
D'origine valaisanne, Marcel Imsand passe son enfance à Pringy avec ses grands-parents, jusqu'à six ans puis à Broc où son père Georges et sa mère Germaine sont ouvriers. Il part s'installer à Lausanne en 1945 où il travaille d'abord comme porteur de pain. Il fait un apprentissage de boulanger-pâtissier à Vevey. Ce métier ne lui plaisant pas, il part à Saint-Aubin dans le canton de Neuchâtel, comme apprenti mécanicien de précision, profession qu'il exercera jusqu'en 1964. 
Établi à Lausanne depuis 1964, il a entre autres travaillé avec la chanteuse Barbara, Maurice Béjart, Jacques Brel, le mime Marceau, Nina Simone, Cindy Crawford, et bien d'autres. Ses portraits, ses paysages, laissent en mémoire un style reconnu, plein d'amour, de tendresse et d'émotion. Marcel Imsand a également exercé le reportage photographique social et journalistique.
En 1970 et 1971, Marcel Imsand reçoit la Bourse Fédérale des arts appliqués. En 1976, il est lauréat du Prix des murailles, en 1979 du Grand Prix Suisse de la photographie (2e prix). En 1988 il reçoit le Grand Prix de la photographie donné par la Fondation Vaudoise pour la promotion de la création artistique. Il fut entre autres, le photographe du livre officiel de la Fête des vignerons à Vevey en 1977. 
En 2011, ses archives sont remises au Musée de l'Élysée.
Marcel Imsand était le père du photographe Jean-Pascal Imsand (1960-1994).

## Ouvrages
- 1000 Lausanne, Éditions Bertil Galland, 1969
- Frères comme ça, Éditions Bertil Galland, 1970
- La région du Léman, Éditions du Griffon, 1971
- Câbleries et tréfileries de Cossonay, maquette Hanspeter Schmidt et Mario Terribilini, imprimeur Jean Genoud, relieur Mayer & Soutter, Éditions des Câbleries et tréfileries de Cossonay, Lausanne, 1973
- Des arbres et des hommes, Éditions Galerie-Club Migros, Genève, 1975
- Saute-saison, Centre social protestant, Lausanne, 1976
- Carnaval, Éditions Bertil Galland, 1976
- La vendange de Marcel Imsand, Confrérie du Guillon, 1976
- La Fête des Vignerons, Éditions Payot, 1977
- La Haute Route du Jura, Éditions Payot, Lausanne, 1977
- Romainmôtier, Éditions du Griffon, 1977
- Passerelle des jours : soixante mois de poésie par Émile Gardaz, pour accompagner les photographies de Marcel Imsand, Éditions Bertil Galland, 1981.
- Paul et Clémence, Éditions 24Heures, 1982
- La Venoge, Éditions 24Heures, 1988
- Vaud visions de rêve, Éditions 24Heures, 1989
- Luigi le berger, Éditions 24Heures, 1990
- Les Frères, Éditions de la Sarine, 1997
- Le Monde en noir et blanc, Éditions de la Sarine, 2001
- Luigi le berger, Fondation Pierre Gianadda, 2004
- Barbara. La chanteuse et le photographe, Éditions Autrement, 2007
- Béjart secret, Éditions Pierre-Marcel Favre, 2007
- Maurice Béjart, Fondation Pierre Gianadda, 2011

## Prix et distinctions
- 1976 : Prix des Murailles de la Confrérie du Guillon
- 1978 : Grand Prix suisse de la photo, 2e prix
- 1986 : Prix Crédit Suisse Lausanne, pour sa photo du Cygne
- 1988 : Grand prix de la Fondation vaudoise pour la culture
- 2011 : Chevalier des Arts et des Lettres par l'État français

## Sources
- « Marcel Imsand », sur la base de données des personnalités vaudoises sur la plateforme « Patrinum » de la Bibliothèque cantonale et universitaire de Lausanne.

- Marcel Imsand intime (préface de Marie-José Imsand), Éditions Favre SA, Lausanne 2018, 199 p.,  (ISBN 978-2-8289-1714-2).
- Marcel Imsand Publication internet d'un article universitaire sur le livre Câbleries et Tréfileries de Cossonay (collaboration de l'université de Lausanne avec la Bibliothèque cantonale et universitaire de Lausanne).
- Daniel Girardin, Petite(s) histoire(s) de la photographie à Lausanne, Lausanne : éd. Payot, 2002, p. 150-151
- Gilbert Salem, Les chroniques du Pays : Marcel Imsand et ses chagrins dorés
- 24 Heures, 28 novembre 1998
- Filiations : des personnalités racontent leur histoire familiale : p. 289-293
- Philippe Dubath, L'atelier du photographe "chez Marcel Imsand", Vevey : Le Cadratin, 2008
- Daniel Girardin, « Imsand, Marcel » dans le Dictionnaire historique de la Suisse en ligne.